# Buit (pel·lícula)
Buit (títol original en alemany Abwärts lit. "cap avall") és una pel·lícula alemanya dirigida per Carl Schenkel. Va ser llançat l'any 1984. Ha estat doblada al català.

## Argument
Gössmann, un comptable que acaba de robar una gran quantitat de diners al seu patró es queda atrapat en un ascensor d'una torre d'oficines juntament amb Jörg, la seva amant Marion i el jove Pit. Com que és divendres al vespre i un enginyer que treballa als ascensors s'ha equivocat, el sistema d'alarma no funciona i ningú els pot sentir demanar ajuda.
Jörg i Pit s'enfronten mútuament des del principi en funció de la seva edat i visions del món diferents. Gössmann roman en silenci en un racó de la cabina, mentre la Marion socialitza amb Pit i continua les seves baralles amb Jörg. Després de trobar una escotilla al sostre de la cabina, tant en Jörg com en Pit, que són els únics prou aptes físicament, pugen al sostre de l'ascensor i intenten arribar a les portes de l'ascensor, però fracassen.
Quan Jörg torna al terrat per segona vegada sol, comença a escalar i gairebé cau mort. Mentrestant, Pit i Marion comencen a coquetejar molt, i en Jörg se n'adona quan torna. Després de descobrir de sobte un compartiment amagat amb una corda, Jörg i Pit continuen treballant junts malgrat l'augment de la tensió entre ells. Quan Pit baixa a través de l'eix de l'ascensor a la corda i accidentalment rellisca, acusa obertament en Jörg d'intentar matar-lo. Pit comença una baralla al terrat de l'ascensor, però rellisca i cau. Aviat se sospita que Jörg ha assassinat en Pit.
Aleshores finalment es descobreix el mal funcionament del sistema d'alarma. Els enginyers comencen a rescatar els passatgers, eventualment aixecant-los amb una corda a través de l'eix, després que no aconsegueixin moure la cabina amb motors de seguretat. Pit reapareix de sobte després d'enfilar-se a una corda que li envoltava els peus abans de caure i és rescatat primer, molt ferit. Marion i Gössmann són rescatats, tots dos sense ferides. Jörg, que té ferides lleus, és rescatat l'últim, just quan l'últim dels cables d'acer falla i la cabina s'estavella. Com que no deixava anar els diners de Gössmann, només agafant la corda amb una mà, cau a mort.

## Repartiment
- Götz George com a Jörg
- Hannes Jaenicke com a Pit
- Renée Soutendijk com a Marion
- Wolfgang Kieling com a Gössmann

## Temes
El tema principal de la pel·lícula és la situació sobtada que posa en perill la vida, la gent desprevinguda es troba en les circumstàncies més normals en un dia més habitual. La pel·lícula també explora la rivalitat entre els homes per una dona i s'enfronta a l'obsolet, ja sigui per ser acomiadat com Gössmann, que és massa gran per aprendre a adaptar-se a la comptabilitat informàtica i pel que sembla també Jörg, acomiadat per motius no especificats i perdent la seva amant per un altre home. Els conflictes no succeeixen independentment d'un esforç col·lectiu raonable per escapar de la situació, però en determinen les condicions, provocant més ferits i morts. Una història explicada per Jörg a Pit a la pel·lícula pot ser una metàfora de la seva situació: tracta d'un home que queda atrapat en un vagó de tren refrigerat durant el seu viatge. Escriu notes de com el fred l'està matant lentament i es troba mort en arribar. Però la nevera ni tan sols estava engegada.

## Recepció
La pel·lícula va ser rebuda favorablement tant pel públic com per la crítica. Tot i que els personatges van ser criticats com a poc profunds i estereotipats, la pel·lícula en si es va qualificar d'habilitat i es va elogiar per la forma en què va retratar els personatges i les seves interaccions en circumstàncies extremes. La pel·lícula va rebre diversos premis com a direcció, interpretació i millor càmera. Va ser una de les poques pel·lícules d'Alemanya Occidental que es van mostrar a la República Democràtica Alemanya. Va participar en la XVII Festival Internacional de Cinema Fantàstic de Sitges del 1984 on va rebre el Premi Caixa de Catalunya al millor director